# Comuna Melenți, Liubar
Melenți (în ucraineană Меленецька сільська рада) este o comună în raionul Liubar, regiunea Jîtomîr, Ucraina, formată din satele Melenți (reședința) și Vînohradivka.

## Demografie
Componența lingvistică a comunei Melenți
     Ucraineană (98,91%)
     Alte limbi (0,91%)
Conform recensământului din 2001, majoritatea populației comunei Melenți era vorbitoare de ucraineană (98,91%), existând în minoritate și vorbitori de alte limbi.